# جی‌فورس سری ۲۰
جی‌فورس سری ۲۰ (انگلیسی: GeForce 20 series) مجموعه‌ای از پردازنده‌های گرافیکی است که توسط انویدیا گسترش داده شده‌است و در تاریخ ۲۰ اوت ۲۰۱۸ در گیمزکام معرفی گردید. این مجموعه به عنوان جانشینی برای جی‌فورس سری ۱۰ تلقی می‌گردد